# Giải vô địch bóng đá nữ U-16 châu Á 2009
Giải vô địch bóng đá nữ U-16 châu Á 2009 diễn ra tại Thái Lan từ ngày 4 tới ngày 15 tháng 11 năm 2009. Ba đội đứng đầu là Cộng hòa Dân chủ Nhân dân Triều Tiên, Hàn Quốc và Nhật Bản giành quyền dự vòng chung kết Giải vô địch bóng đá nữ U-17 thế giới 2010.

## Hạt giống
1. CHDCND Triều Tiên
2. Nhật Bản
3. Hàn Quốc
4. Úc
5. Trung Quốc
6. Đài Bắc Trung Hoa
7. Thái Lan
8. Myanmar

## Vòng bảng
Lễ bốc thăm giải vô địch bóng đá nữ U-16 châu Á 2009 diễn ra tại Băng Cốc vào ngày 27 tháng 2 năm 2009.

### Bảng A
| Đội tuyển         | Đ | St | T | H | B | BT | BB | HS  |
| ----------------- | - | -- | - | - | - | -- | -- | --- |
| Hàn Quốc          | 7 | 3  | 2 | 1 | 0 | 18 | 2  | +16 |
| CHDCND Triều Tiên | 7 | 3  | 2 | 1 | 0 | 14 | 2  | +12 |
| Thái Lan          | 3 | 3  | 1 | 0 | 2 | 4  | 15 | −11 |
| Myanmar           | 0 | 3  | 0 | 0 | 3 | 2  | 19 | −17 |

| CHDCND Triều Tiên | 5–0 | Thái Lan |
| ----------------- | --- | -------- |
|                   |     |          |

| Hàn Quốc | 8–0 | Myanmar |
| -------- | --- | ------- |
|          |     |         |

| Thái Lan | 0–8 | Hàn Quốc |
| -------- | --- | -------- |
|          |     |          |

| Myanmar | 0–7 | CHDCND Triều Tiên |
| ------- | --- | ----------------- |
|         |     |                   |

| CHDCND Triều Tiên | 2–2 | Hàn Quốc |
| ----------------- | --- | -------- |
|                   |     |          |

| Myanmar | 2–4 | Thái Lan |
| ------- | --- | -------- |
|         |     |          |

### Bảng B
| Đội tuyển         | Đ | St | T | H | B | BT | BB | HS  |
| ----------------- | - | -- | - | - | - | -- | -- | --- |
| Úc                | 9 | 3  | 3 | 0 | 0 | 14 | 1  | +13 |
| Nhật Bản          | 6 | 3  | 2 | 0 | 1 | 20 | 4  | +16 |
| Trung Quốc        | 3 | 3  | 1 | 0 | 2 | 8  | 7  | +1  |
| Đài Bắc Trung Hoa | 0 | 3  | 0 | 0 | 3 | 0  | 30 | −30 |

| Nhật Bản | 16–0 | Đài Bắc Trung Hoa |
| -------- | ---- | ----------------- |
|          |      |                   |

| Úc                         | 4–0      | Trung Quốc |
| -------------------------- | -------- | ---------- |
| Andrews 18', 58', 63', 87' | Chi tiết |            |

| Đài Bắc Trung Hoa | 0–7      | Úc                                                                         |
| ----------------- | -------- | -------------------------------------------------------------------------- |
|                   | Chi tiết | Stott 3' · Makrillos 5' · Brown 12' · Hatzirodos 19', 33' · Foord 42', 90' |

| Trung Quốc | 1–3 | Nhật Bản |
| ---------- | --- | -------- |
|            |     |          |

| Nhật Bản | 1–3      | Úc                                    |
| -------- | -------- | ------------------------------------- |
| Oda 7'   | Chi tiết | Whitfield 13' · Allen 28' · Foord 45' |

| Trung Quốc | 7–0 | Đài Bắc Trung Hoa |
| ---------- | --- | ----------------- |
|            |     |                   |

## Bán kết
| Hàn Quốc | 1–0 | Nhật Bản |
| -------- | --- | -------- |
|          |     |          |

| Úc                                          | 3–4      | CHDCND Triều Tiên                                           |
| ------------------------------------------- | -------- | ----------------------------------------------------------- |
| - Whitfield 7' - Foord 27' - van Egmond 62' | Chi tiết | - Kim Kum-jong 17', 77' - Pong Son-hwa 37' - Kim Yun-mi 85' |

## Play-off tranh hạng ba
| Nhật Bản                                              | 6–2      | Úc                      |
| ----------------------------------------------------- | -------- | ----------------------- |
| Kyokawa 31', 52', 69', 87' · Naomoto 45' · Takagi 83' | Chi tiết | Andrews 59' · Foord 85' |

## Chung kết
| Hàn Quốc | 4–0 | CHDCND Triều Tiên |
| -------- | --- | ----------------- |
|          |     |                   |

| Giải vô địch bóng đá nữ U-16 châu Á 2009 |
| ---------------------------------------- |
| · Hàn Quốc · Lần thứ 1                   |